# Cupak Tangah
Cupak Tangah is een bestuurslaag in het regentschap Padang van de provincie West-Sumatra, Indonesië. Cupak Tangah telt 8464 inwoners (volkstelling 2010).